# Foelke Kampana

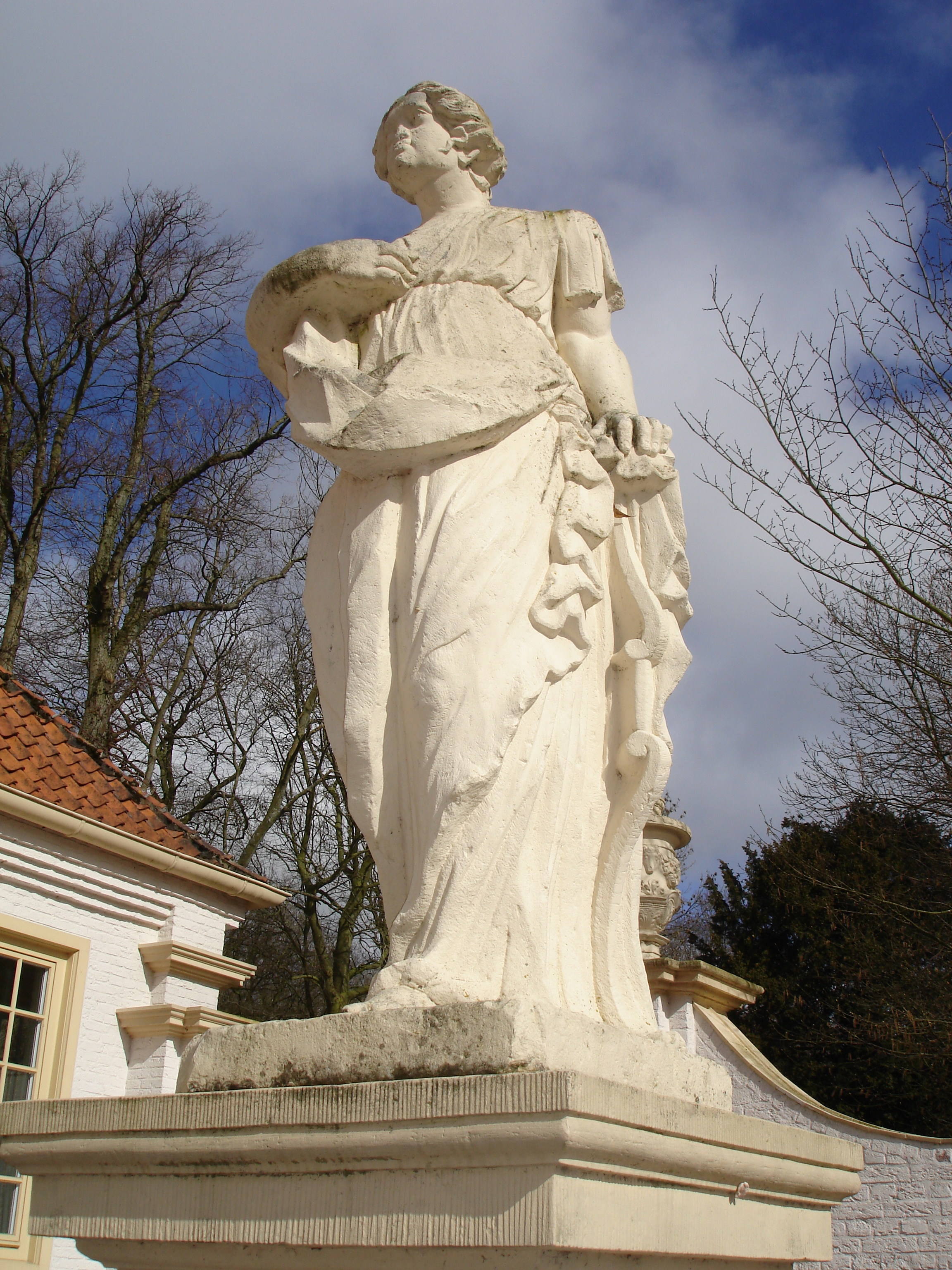
Foelke Kampana Denkmal i Dornum.

Foelke Kampana, född 1355, död 1417/19, var en frisisk adelsdam, regent över de frisiska områdena Oldeborg, Brockmerland, Auricherland och Emsigerland i Ostfriesland från 1389 till 1399 som förmyndare för sin son, år 1400 i sin sons frånvaro, och 1417 som förmyndare för sin sonson. Hon är en välkänd gestalt i Nederländernas legendflora som "Foelke den onda". Hon är föremål för flera historier och legender och har porträtterats i litteraturen.

## Biografi
Foelke Kampana var dotter till Kempo von Hinte, hövding på Westerburg van Hinte, och gifte sig 1377 med riddare Ocko Kenisna tom Brok (död 1389), herre av Oldeborg, och hövding i Brockmerland, Auricherland och Emsigerland i Ostfriesland. Hon blev med sin make inblandad i de stridigheter som vid denna tid präglade de frisiska områdena, som varit helt oberoende men som nu trängdes mellan omgivande monarkiers överhöghet. Genom sin allians med Holland blev maken indragen i strider. Han föll 1389 i strid. Foelke Kampana försökte hjälpa maken militärt. Under hennes frånvaro erövrades hennes slott i Aurich av en fiende, som befäste sig i ortens kyrka. Hon återtog borgen och återtog kyrkan med sin armé och avrättade tvåhundra fångar som halshöggs på plats.
Foelke Kampana blev regent för sin son Keno II. Samma år hennes son blev myndig avrättade hon makens utomäktenskapliga son Widzel, som hon misstänkte för statskupp. Foelke Kampana agerade som sin sons politiska rådgivare även sedan han blev myndig. År 1400 var hon regent då sonen togs som gisslan av Hansan sedan han stött pirater mot dem, och hon fick honom då frigiven genom en allians med Holland. År 1417 blev hon regent för sin omyndige sonson Ocko II. Hon dog före 4 augusti 1419.